# Margaret Hutchinson Rousseau
Margaret Hutchinson Rousseau (ur. 27 października 1910 w Houston w Teksasie, zm. 12 stycznia 2000 w Weston w Massachusetts) – amerykańska inżynier chemik, która zaprojektowała pierwszą fabrykę produkującą penicylinę na masową skalę. Pierwsza kobieta, która została członkiem American Institute of Chemical Engineers.

## Życiorys
Urodziła się w Teksasie jako córka właściciela sklepu odzieżowego. Ukończyła Rice University w 1932. W 1937 została pierwszą kobietą w USA, która otrzymała doktorat z inżynierii chemicznej w Massachusetts Institute of Technology. Następnie rozpoczęła pracę w firmie E. B. Badger zajmującej się projektowaniem fabryk i linii produkcyjnych. Poznała tam swojego przyszłego męża inżyniera Williama C. Rousseau. W czasie II wojny światowej pracowała nad dwoma ważnymi projektami. Pomogła w opracowaniu procesu produkcji wysokooktanowej benzyny lotniczej, która była niezbędna do napędu samolotów wojskowych. Drugim było opracowanie technologii produkcji penicyliny na masową skalę i pierwszej fabryki do jej produkcji. W późniejszych latach pracowała nad udoskonaleniem kolumn rektyfikacyjnych dla rafinerii ropy naftowej, projektowaniem linii produkcyjnych glikolu etylenowego i kwasu octowego.
W 1945, jako pierwsza kobieta została wybrana do American Institute of Chemical Engineers. Od Society of Women Engineers (Stowarzyszenie Kobiet Inżynierów) otrzymała nagrodę za swoje osiągnięcia w 1955. W 1983 otrzymała, znów jako pierwsza kobieta, Founders Award (Nagrodę założycieli), najwyższą nagrodę przyznawaną przez American Institute of Chemical Engineers.
W 1961 przeszła na emeryturę i współpracowała z Bostońską Orkiestrą Symfoniczną.